# Venus Victrix (Canova)
Pauline Bonaparte como Venus Victrix (ou Vénus Vencedora) é uma escultura neoclássica reclinada semi-nua em tamanho real pelo escultor italiano Antonio Canova. Recuperando as tradições artísticas da Roma Antiga, de retratar indivíduos importantes fúnebres sob a forma de deuses e de belas mulheres reclinadas em sofás (como nos retratos de Hermafrodita), depois de casar com Pauline Bonaparte, Camillo Borghese encomendou esta estátua, que foi executada em Roma, de 1805 a 1808. A estátua ficou na casa de Camillo, em Turim e depois em Génova, passando a ser exposta na Galleria Borghese, em Roma), a partir de 1838.

## A escultura
Os retratos em nu eram pouco comuns à época e a nudez dos retratados, normalmente de classes altas, era coberta com panejamentos estrategicamente posicionados (embora Canova tenha feito um nu integral de outro membro da família Bonaparte, o Napoleão como Marte, o Pacificador, de 1806). Não se sabe se Pauline posou nua para Canova, uma vez que apenas a cabeça é um retrato realista (apesar de ligeiramente idealizada), sendo o torso nu uma idealização neo-clássica das forma femininas. Quando perguntaram a Pauline se tinha posado para o escultor com tão pouca roupa vestida, ela supostamente respondeu que havia uma lareira no estúdio, que o mantinha aquecido. Este relato pode ser apócrifo ou apenas uma resposta pitoresca, pensada deliberadamente para escandalizar.
Pauline tem uma maçã na mão, evocando a vitória de Afrodite no julgamento de Páris. O teto da sala em que a escultura está exposta, na Galleria Borghese, está decorado com um fresco por Domenico de Angelis, de 1779, que também representa um julgamento e foi inspirado num famoso relevo da fachada da Villa Medici. 
A encomenda inicial a Canova era para representar Pauline completamente vestida como a casta deusa Diana, mas Paulina insistiu em ser representada como Vénus, talvez entusiasmada com a controvérsia que geraria por ser representada nua. O tema da escultura pode ter sido também utilizado pela família Borghese em referência à sua mítica linhagem, uma vez que eles traçavam as suas origens a Vénus, através do seu filho Eneias, o fundador de Roma.
A base em madeira, decorada como uma catafalco, dispunha de um mecanismo para girar a escultura, como noutras obras de Canova, para que os visitantes pudessem observar a obra de todos os ângulos. O brilho da pedra não de deve apenas à excelente qualidade do mármore, mas também à superfície encerada, que foi recentemente restaurada.